# 周皮

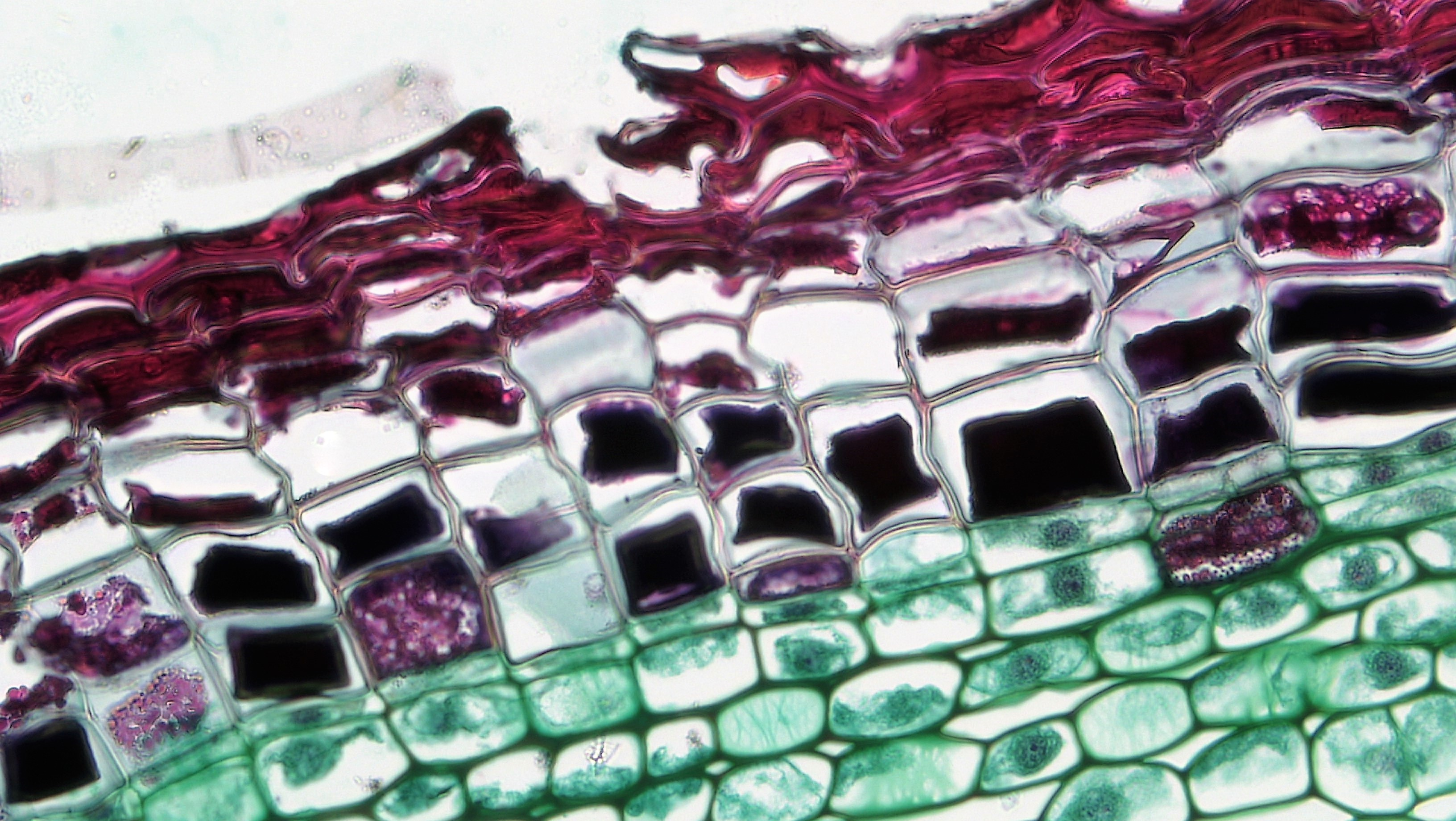
1. ニワトコ属（ガマズミ科）の茎の周皮: 下部の緑色に染色された部分はコルク皮層とコルク形成層、その外側（上）はコルク細胞からなるコルク組織であり、最外層のコルク細胞は崩壊している。コルク細胞内の黒色部はタンニン。

周皮（しゅうひ、英: periderm）とは、樹木の幹や枝、根の表面を覆う組織であり、分裂組織であるコルク形成層（コルクけいせいそう; phellogen, cork cambium）と、そこから内側に形成されたコルク皮層（コルクひそう; phelloderm, cork cortex）、および外側に形成されたコルク組織（コルクそしき; phellem, cork, cork tissue）からなる（図1）。コルク組織は細胞壁にスベリンや蝋が蓄積した死細胞が密に詰まっており、表皮に代わって植物体の表面を保護する役割を担っている。維管束形成層の働きによって茎や根は直径を増していき、コルク組織は外側から裂けて剥がれていく。コルク形成層は次第に外側に押し出されて機能を失い、新たなコルク形成層がより内側に形成されることを繰り返していく。
コルク組織は軽く柔軟性があるが水・空気を通しにくいため、ワインのコルク栓などに利用されている。1665年にロバート・フックが初めて"細胞"を報告した際の材料が、コルクであったことはよく知られている（→樹皮#人間との関わり参照）。

## 構造
周皮は、二次肥大成長する植物（木本植物）において、コルク形成層とそこからつくられたコルク皮層およびコルク組織からなる組織であり、茎（幹や枝）や根を覆っている（上図2）。これらの器官では、維管束の木部と師部の間にできた維管束形成層の活動によって直径が増す二次肥大成長を行う。これにより、維管束より外側にあった皮層や表皮の細胞は外側に押し出されていき、ふつう分裂能をもたないため引き伸ばされて崩壊していく。この際、このような細胞の一部が分裂能を回復し、コルク形成層とよばれる分裂組織となる（上図1, 図3）。
茎では、最初のコルク形成層は表皮のすぐ内側にある皮層の最外層の細胞に由来することが多いが、表皮に由来するもの、数層内側の皮層細胞に由来するもの、より内側の維管束に近い皮層細胞に由来するものもある。いずれにしても、維管束形成層の働きによって、このコルク形成層も次第に外側に押し出され、新たなコルク形成層がより内側に形成される。これを繰り返し、やがてコルク形成層は二次師部（靭皮）から形成されるようになる。最初に形成されたコルク形成層は一次コルク形成層（primary cork cambium）、それ以降に形成されたものは二次コルク形成層（secondary cork cambium）ともよばれる。根では、コルク形成層は内鞘（維管束を取り囲む柔細胞層）に形成されることが多い。コルク形成層の細胞は接線方向の縦断面では等径の多角形であり、多くが紡錘形である維管束形成層の細胞とは異なる形をもつ。
コルク形成層は、茎や根の外周全体に沿ってリング状に形成されることもあるが、部分的に形成されてこれがのちにつながってリング状になる場合や、不連続に取り巻いている場合もある。このようなコルク形成層のでき方は、樹皮の特徴にも影響する。
コルク形成層は側部分裂組織であり、内側と外側へ新たな細胞を形成する。内側へは、少量のコルク皮層が形成される。コルク皮層は、皮層の細胞に似た薄い細胞壁をもつ柔細胞から構成されている。コルク形成層から外側へは、コルク組織（コルク層 cork layer、コルク cork）が形成される（上図1）。コルク組織では、スベリンや蝋が蓄積された細胞壁をもつコルク細胞（cork cell）が緻密にふつう2–20層に配列されており（下図4a）、コルク細胞は成熟すると死細胞となって空気で満たされるが、タンニンや結晶体を含むこともある。細胞壁にスベリンが沈着することは、コルク化（suberization）とよばれる。広義の樹皮は維管束形成層より外側にある組織（二次師部（靭皮）と周皮）を意味するが、狭義の樹皮はこのような死んだコルク組織のことを意味する。コルク組織は植物体を覆うことになるが、維管束形成層の働きによって茎や根が肥大していくと、コルク組織は外側に押し出され、表面から剥離していく。セコイア（ヒノキ科）やコルクガシ（ブナ科）ではコルク組織が剥がれにくいため、厚いコルク組織をもつ（下図4b）。また、ニシキギ（ニシキギ科）の枝では、コルク組織が板状（翼状）に張り出している（下図4c）。コルク組織の割れ方や剥がれ方は、樹皮の特徴となる。

## 機能
周皮は、表皮に代わって植物体の表面を覆うようになり、これを保護する機能を担う。コルク組織の細胞壁はスベリンや蝋を蓄積しているため、水や空気を通しにくい。表皮では気孔がガス交換を担っているが、周皮では新たに皮目コルク形成層（皮目形成層）とよばれる分裂組織が形成され、外側に柔細胞（填充細胞）を送り出し、コルク組織を突き破って皮目とよばれる開口部を形成し、ガス交換を行うと考えられている。